# Écourt-Saint-Quentin
Écourt-Saint-Quentin é uma comuna francesa na região administrativa de Altos da França, no departamento de Pas-de-Calais. Estende-se por uma área de 9,49 km². Em 2010 a comuna tinha 1 698 habitantes (densidade: 178,9 hab./km²).